# (344581) Albisetti
(344581) Albisetti est un astéroïde de la ceinture principale.

## Description
(344581) Albisetti est un astéroïde de la ceinture principale. Il fut découvert le 24 janvier 2003 à Sormano par l'observatoire astronomique de Sormano. Il présente une orbite caractérisée par un demi-grand axe de 3,09 UA, une excentricité de 0,21 et une inclinaison de 7,7° par rapport à l'écliptique.

## Compléments